# Serrat, eres único
Serrat... eres único es un doble disco colectivo de homenaje a Joan Manuel Serrat, editado por la compañía discográfica Sony BMG.
En 1995 se edita Serrat... eres único. Volumen 1, tras el éxito de ventas y la buena acogida que reciben estas versiones de canciones de Serrat en las voces de otros intérpretes, se edita en 2005 Serrat... eres único. Volumen 2, intentando emular el éxito de la primera entrega con diferentes voces. Finalmente, en 2005 se editan también conjuntamente ambos discos con el título Serrat... eres único. Volumen 1 y 2.

## Serrat... eres único Volumen 1 (1995)
- 1. El titiritero - Juan Perro
- 2. Esos locos bajitos - Carlos Varela
- 3. Aquellas pequeñas cosas - Ketama
- 4. Pare - Sau
- 5. Romance de Curro El Palmo - Antonio Vega
- 6. La saeta - El Pele
- 7. No hago otra cosa que pensar en ti - Joaquín Sabina
- 8. Tu nombre me sabe a yerba - Antonio Flores
- 9. Fiesta - Tahúres Zurdos
- 10. Poema de amor - Lole y Manuel
- 11. Lucía - Rosario
- 12. Temps era temps - Umpah-Pah
- 13. Balada per a un trobador - Kiko Veneno
- 14. Piel de manzana - Loquillo
- 15. Señora - Los Enemigos
- 16. Penélope - Diego Torres (añadida en una segunda edición del primer disco)

## Serrat... eres único Volumen 2 (2005)
- 1. Disculpe el señor - Antonio Orozco
- 2. Cantares - David DeMaría
- 3. Niño silvestre - Pastora
- 4. Para la libertad - Manolo García
- 5. Mediterráneo - Estopa
- 6. Hoy puede ser un gran día - Chambao
- 7. Paraules d´amor - Alejandro Sanz
- 8. Campesina - Montse Cortés
- 9. Princesa - Los Secretos
- 10. Vagabundear - Rosendo
- 11. Pueblo blanco - Malú
- 12. La mujer que yo quiero - Carlos Chaouen
- 13. Sinceramente tuyo - Pasión Vega
- 14. Qué bonito es Badalona - La Cabra Mecánica

- Datos: Q6125957